# 3486 Fulchignoni
3486 Fulchignoni је астероид главног астероидног појаса чија средња удаљеност од Сунца износи 2,431 астрономских јединица (АЈ).
Апсолутна магнитуда астероида је 13,5.